# Bisdom Pekhon
Het bisdom Pekhon (Latijn: Dioecesis Pekhonensis) is een rooms-katholiek bisdom met als zetel Pekhon, in Myanmar. Het bisdom is suffragaan aan het aartsbisdom Taunggyi. 

## Geschiedenis
Het bisdom werd opgericht op 15 december 2005, uit delen van het aartsbisdom Taunggyi. 

## Parochies
Het bisdom had in 2021 een oppervlakte van 16.240 km2 en telde 387.460 inwoners waarvan 14,6% rooms-katholiek was.

## Bisschoppen
- Peter Hla (15 december 2005 - heden)
  - Felice Ba Htoo (coadjutor: 25 maart 2024 - heden)